# Coppa dell'Amicizia
Coppa dell’Amicizia (z wł. Puchar Przyjaźni) – międzynarodowy towarzyski klubowy turniej piłkarski rozgrywany regularnie latem od 1959 do 1968, z wyjątkiem 1966, pomiędzy klubami z Włoch oraz Francji, Szwajcarii i Hiszpanii.
Na początku (sezony 1959, 1960 i 1961) turniej został nazwany jako Puchar Przyjaźni francusko-włoskiej (wł. Coppa dell’Amicizia Italo-Francese, fr. Coupe de l’Amitié Franco-Italienne), w którym rywalizowały zespoły włoskie i francuskie. Formuła turnieju wyglądała następująco: każdy z uczestników miał przeciwnika z innego kraju i grał mecz u siebie i na wyjeździe, a punkty były gromadzone w klasyfikacji generalnej do wyznaczenia zwycięskiego narodu. 5 zespołów od każdego kraju uczestniczyło w pierwszej edycji Pucharu, w drugiej 16, a w trzeciej 10.
W 1962 roku odbyło się pierwsza i jedyna edycja Pucharu Przyjaźni włosko-francusko-szwajcarskiej (wł. Coppa dell’Amicizia Italo-Franco-Svizzera, fr. Coupe de l’Amitié Franco-Italo-Suisse, niem. Pokal der Französisch-Italienisch-Schweizerische Freundschaft). 16 drużyn (6 włoskich, 6 francuskich i 4 szwajcarskich) walczyły o Puchar z klasyczną formułą 1/8 finału, ćwierćfinału, półfinału i finału, wszystkie spotkania składały się z meczu i rewanżu. W następnym 1963 roku do rozgrywek o Puchar przystąpiły tylko kluby francuskie i włoskie (4 przedstawiciela), ale tym razem z wzorem podobnym do sezonu 1962 (ćwierćfinały, półfinały i finał).
Kolejny turniej nazywał się Puchar Przyjaźni włosko-hiszpańskiej (wł. Coppa dell’Amicizia Italo-Spagnola, hiszp. Copa de la Amistad Español-Italiana). Juventus F.C. i Real Madryt uzgodniły rozegrać dwa mecze, jeden w Turynie, a drugi w Madrycie. Pierwszy mecz (1:3) odbył się w Turynie w 1963 roku, rewanż (0:2), z powodu zajętości w kalendarzu przez dwóch klubów, został rozegrany w Madrycie dopiero w 1965 roku. Remis po zakończeniu dwóch gier zmusił do wykonania rzutów karnych aby wyznaczyć zwycięzcę.
Po rocznej przerwie, został reaktywowany, tym razem Puchar Przyjaźni włosko-szwajcarskiej (wł. Coppa dell’Amicizia Italo-Svizzera, fr. Coupe de l’Amitié Suisse-Italienne, niem. Pokal der Schweizerische-Italienisch Freundschaft). Dwie edycje odbyły się w 1967 i 1968 całkowicie na boiskach Szwajcarii z udziałem trzech drużyn włoskich i trzech szwajcarskich. Każdy zespół rozegrał trzy mecze z trzema uczestnikami z drugiego kraju, a za zwycięzcę uznawano zespół, który zdobył najwięcej punktów, liczonych w jednym ogólnym rankingu.

## Finały
| Puchar Przyjaźni francusko-włoskiej             |           | |                   | |                |                |                |
| I                                               | 1959      | Włochy (A.C. Milan, Inter Mediolan, ACF Fiorentina, Juventus F.C., Atalanta B.C.) | 14–6              | Francja (OGC Nice, RC Paris, Nîmes Olympique, Stade de Reims, Le Havre AC) |                |                |                |
| II                                              | 1960      | Włochy (Juventus F.C., Bologna FC, Bari, Udinese Calcio, Reggiana, Brescia, Marzotto Valdagno, Como, ACF Fiorentina, A.C. Milan, Atalanta B.C., SPAL, S.S. Lazio, Torino FC, Lecco, Ozo Mantova) | 41–23             | Francja (Stade de Reims, OGC Nice, Valenciennes FC, Limoges, Grenoble Foot 38, Troyes AC, Red Star, FC Metz, RC Paris, Toulouse, RC Lens, Le Havre AC, CS Sedan, AS Nancy, Rouen, Montpellier HSC) |                |                |                |
| III                                             | 1961      | Włochy (SPAL, Lanerossi Vicenza, Atalanta B.C., A.C. Milan, Padova, Venezia, Prato, Ozo Mantova, Como, Genoa C.F.C.)                                                                             | 22–18             | Francja (AS Saint-Étienne, CS Sedan, AS Nancy, Nîmes Olympique, Rouen, Montpellier HSC, RC Strasbourg, FC Metz, FC Sochaux-Montbéliard, AS Cannes)                                                 |                |                |                |
| Puchar Przyjaźni włosko-francusko-szwajcarskiej |           | |                   | |                |                |                |
| I                                               | 1962      | RC Lens | 2:1, 1:1          | Torino FC |                |                |                |
| Puchar Przyjaźni francusko-włoskiej             |           | |                   | |                |                |                |
| IV                                              | 1963      | Genoa C.F.C. | 2:1               | A.C. Milan |                |                |                |
| Puchar Przyjaźni włosko-hiszpańskiej            |           | |                   | |                |                |                |
| I                                               | 1963–1965 | Juventus F.C. | 1:3, 2:0 (k. 4:2) | Real Madryt |                |                |                |
|                                                 | 1966      | Nie rozgrywano | Nie rozgrywano    | Nie rozgrywano | Nie rozgrywano | Nie rozgrywano | Nie rozgrywano |
| Puchar Przyjaźni włosko-szwajcarskiej           |           | |                   | |                |                |                |
| I                                               | 1967      | Brescia | turniej           | Ozo Mantova |                |                |                |
| II                                              | 1968      | SPAL | turniej           | Atalanta B.C. |                |                |                |

## Statystyki
| Lp.   | Klub          | Zdobywca | Finalista | Lata triumfów    |
| ----- | ------------- | -------- | --------- | ---------------- |
| 1.    | Włochy        | 3        | 0         | 1959, 1960, 1961 |
| 2-6.  | RC Lens       | 1        | 0         | 1962             |
|       | Genoa C.F.C.  | 1        | 0         | 1963             |
|       | Juventus F.C. | 1        | 0         | 1963–1965        |
|       | Brescia       | 1        | 0         | 1967             |
|       | SPAL          | 1        | 0         | 1968             |
| 7.    | Francja       | 0        | 3         |                  |
| 8-12. | Torino FC     | 0        | 1         |                  |
|       | A.C. Milan    | 0        | 1         |                  |
|       | Real Madryt   | 0        | 1         |                  |
|       | Ozo Mantova   | 0        | 1         |                  |
|       | Atalanta B.C. | 0        | 1         |                  |